# Kate Ryan
Kate Ryan (született: Katrien Verbeeck, Tessenderlo, 1980. július 22. –) belga énekesnő.

## Életpályája

### A kezdetek
A belgiumi Tessenderlóban született flamand szülők gyermekeként. Nyolcéves korában kezdett zongorázni és gitározni. 16 évesen tagja lett egy Mel nevű együttesnek, amelynek két évig volt tagja. Ekkor találkozott Andy Janssens zenei producerrel. A közös munka eredményeként született meg 2001-ben a Scream For More című dal, melynek sikere ismertté tette Ryan nevét Belgiumban.

### Énekesnői karrier
Nemzetközi ismertségre Mylène Farmer Désenchantée című dalának feldolgozásával tett szert. 2002-ben adta ki első albumát Different ("Más") címmel, amely Európa-szerte több, mint 250.000 példányban kelt el.
2004-ben jelent meg második stúdióalbuma Stronger ("Erősebb") címmel.
A 2006-os Eurovíziós Dalfesztiválon Belgiumot képviselte Je t'adore ("Imádlak") című dalával. A verseny előtt a végső győzelemre is esélyesnek tartották, így nagy meglepetést okozott, mikor nem sikerült továbbjutnia az elődöntőből. 69 ponttal a 12. helyen végzett, és csak az első tíz helyezett jutott tovább. Nem sokkal a verseny után jelent meg harmadik albuma Alive címmel.
2007-ben Desireless  1987-es Voyage Voyage című slágerének feldolgozásával ért el sikereket, 2008-ban a L.I.L.Y. (Like I Love You)  és France Gall Ella, Elle L'a című dalának feldolgozásával került fel az európai slágerlistákra. 2008 májusában jelent meg negyedik, Free ("Szabad") című albuma.

## Diszkográfiája

### Albumok
- 2002: Different
- 2004: Stronger
- 2006: Alive
- 2008: Free

### Kislemezek
| Év                      | Dal címe                                                   | Helyezés | Helyezés | Helyezés | Helyezés | Helyezés | Helyezés | Helyezés | Helyezés | Helyezés | Helyezés | Helyezés | Helyezés | Helyezés | Helyezés | Helyezés | Helyezés | Album         |
| Év                      | Dal címe                                                   | BEL      | GER      | ESP      | FRA      | SUI      | AUT      | SWE      | DEN      | NED      | FIN      | POL      | POR      | NOR      | EU       | RUS      | LTU      | Album         |
| ----------------------- | ---------------------------------------------------------- | -------- | -------- | -------- | -------- | -------- | -------- | -------- | -------- | -------- | -------- | -------- | -------- | -------- | -------- | -------- | -------- | ------------- |
| 2001                    | "Scream For More"                                          | 9        | 27       |          |          |          | 15       |          | 12       | 57       |          |          |          |          | 70       |          |          | Different     |
| 2001                    | "UR (My Love)"                                             | 17       |          |          |          |          |          |          |          |          |          |          |          |          |          |          |          | Different     |
| 2001                    | "Oh Baby I" (közreműködik Esther, Linda, Maaike & Pascale) | 47       |          |          |          |          |          |          |          |          |          |          |          |          |          |          |          | Csak kislemez |
| 2002                    | "Désenchantée"                                             | 1 (6)    | 2        | 2        | 12       | 11       | 3        | 4        | 12       | 4        |          | 1        | 12       | 3        | 9        |          | 1        | Different     |
| 2002                    | "Mon Cœur résiste encore"                                  | 4        | 27       | 8        |          | 35       |          |          |          | 58       |          | 12       |          |          | 70       |          | 30       | Different     |
| 2002                    | "Libertine"                                                | 7        | 7        | 6        | 48       | 26       | 7        | 16       | 15       |          | 20       | 8        | 16       | 15       | 26       |          | 11       | Different     |
| 2004                    | "Only If I"                                                | 16       | 27       | 8        |          | 34       | 25       | 37       |          |          |          | 10       | 35       |          | 74       |          | 39       | Stronger      |
| 2004                    | "The Promise You Made/La Promesse                          | 8        | 19       | 12       |          | 50       | 21       |          |          |          |          | 4        |          |          | 67       |          |          | Stronger      |
| 2005                    | "Goodbye"                                                  | 30       | 52       |          |          | 93       | 47       |          |          |          |          | 44       |          |          |          | 223      |          | Stronger      |
| 2006                    | "Je t'adore"                                               | 1 (5)    | 26       | 11       |          | 65       | 38       | 21       |          | 56       |          | 1        |          |          | 52       | 157      | 7        | Alive         |
| 2006                    | "Alive"                                                    | 4        | 42       | 17       |          |          | 54       |          |          |          | 8        | 9        |          |          | 95       | 129      | 15       | Alive         |
| 2006                    | "All For You"                                              | 37       |          | 65       |          |          |          |          |          |          |          | 26       |          |          |          |          |          | Alive         |
| 2007                    | "Voyage Voyage/We All Belong"                              | 2        | 13       |          |          |          | 26       | 26       |          | 11       | 10       | 28       |          |          | 48       | 65       |          | Free          |
| 2008                    | "L.I.L.Y. (Like I Love You)"                               | 12       |          |          |          |          |          |          |          |          |          | 21       |          |          | 184      |          |          | Free          |
| 2008                    | "Ella, elle l'a"                                           | 7        | 10       | 1 (4)    |          | 50       | 23       | 2        | 29       | 5        |          | 7        |          | 9        | 15       | 20       | 6        | Free          |
| 2008                    | "Tonight We Ride/No digas que no" (közreműködik Soraya)    | N/A      | N/A      | N/A      | N/A      | N/A      | N/A      | N/A      | N/A      | N/A      | N/A      | N/A      | N/A      | N/A      | N/A      | N/A      | N/A      | Free          |
| Listavezető dalok       | Listavezető dalok                                          | 2        | 0        | 1        | 0        | 0        | 0        | 0        | 0        | 0        | 0        | 2        | 0        | 0        | 0        | 0        | 1        | Összesen: 6   |
| Első tízbe került dalok | Első tízbe került dalok                                    | 9        | 3        | 5        | 0        | 0        | 2        | 2        | 0        | 3        | 2        | 7        | 0        | 2        | 1        | 0        | 3        | Összesen: 41  |

## Külső hivatkozások
- Kate Ryan az Internet Movie Database oldalain
- Hivatalos honlap Archiválva 2007. október 20-i dátummal a Wayback Machine-ben (angol nyelven)
- European Fansite From Kate Ryan